# Wielenberg (Percha)
Wielenberg (italienisch Montevila) ist eine Fraktion der Gemeinde Percha im Pustertal in Südtirol (Italien) mit etwa 50 Einwohnern.

## Lage
Wielenberg liegt auf einem sonnigen auslaufenden Berghang, der das Wielental ostseitig begrenzt, auf einer Höhe von etwa 1150 m. Das nächstgelegene Dorf Unterwielenbach befindet sich rund einen Kilometer südlich.

## Geschichte

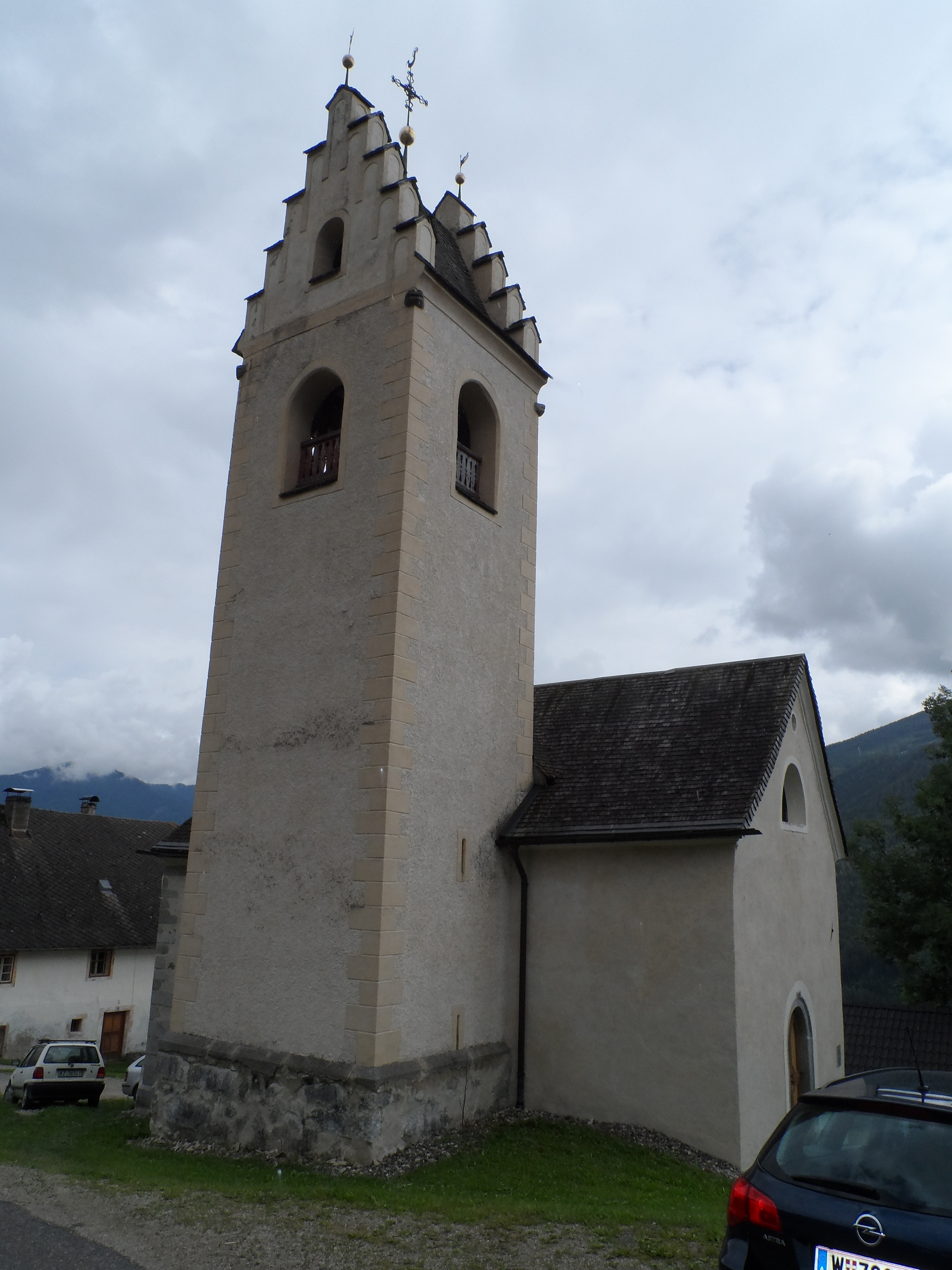
Kirche in Wielenberg

Die Besiedlung Wielenbergs begann bereits im 11. Jahrhundert. Aus dieser Zeit stammt auch die heute Johannes dem Täufer geweihte Kirche, deren romanischer Kern noch in den Grundmauern erhalten ist. Ersturkundlich wird Wielenberg in den Jahren 1070–1080 als „locus Welinberc“ im Traditionsbuch des Hochstifts Brixen erwähnt. Es gehörte zu dieser Zeit zur Grafschaft des bayerischen Sieghardingers Engelbert. 1091 wurde die Grafschaft, und mit ihr Wielenberg, von Kaiser Heinrich IV. an die Bischöfe von Brixen übertragen.
Mitte des 14. Jahrhunderts trat in Wielenberg das Adelsgeschlecht der von Prey in Erscheinung. Sie lebten auf den heute noch bestehenden Höfen Genner, Joas und Leitl. Im Jahr 1348 wurde die Bevölkerung Wielenbergs beinahe von der Pest ausgelöscht. Der Harrerhof, der Moarleitnerhof und der Hauserhof wurden im 15. Jahrhundert errichtet.
Die Gemeinde Wielenberg gehörte zu Beginn des 19. Jahrhunderts zum bayerischen Landgericht Bruneck im Eisackkreis und wurde 1813 dem Landgericht Welsberg zugeteilt. 1814 kam Wielenberg wie der gesamte Innkreis zu Österreich. 1817 wurde die Gemeinde vom Gericht Altrasen in Niederrasen, das später Teil des Gerichtsbezirk Welsberg wurde, nach Bruneck umgegliedert und war ab 1849 Teil des Gerichtsbezirk Bruneck. Infolge des Ersten Weltkriegs wurde Wielenberg 1919 wie der gesamte Bezirk Bruneck Italien zugeschlagen. Der Ort erhielt die italienische Namensform Montevila.
1966 wurde eine Straße nach Wielenberg gebaut. Ab diesem Zeitpunkt kamen noch einige Neubauten hinzu. Heute besteht Wielenberg aus den oben genannten sechs alten Bauernhöfen und einigen Neubauten. Die Bauernhöfe leben großteils von der Viehwirtschaft und dem Tourismus.